# Osteolepiformes
Ordre
Osteolepiformes, en français les ostéolépiformes, sont un ordre éteint de poissons osseux marins, membre de la classe des sarcoptérygiens, et dont les tétrapodes sont issus selon les analyses phylogénétiques. Avec leurs descendants actuels, ils constituent un clade monophylétique : les Osteolepidida. Ils ont vécu au Dévonien et au Carbonifère.

## Caractéristiques
Ils ont plusieurs caractéristiques communes :
- Fine couche d'os et de tissus spongieux, la cosmine, recouvrant écailles et os du crâne, et traversée de fins canaux reliés à des cellules sensorielles.
- Structure osseuse (dont le plissement de l'émail) proche de celle des amphibiens.
- Disposition des os du crâne très similaire à celle des premiers Tétrapodes.
- Présence de choanes (narines internes) ; ce caractère est partagé par l'ensemble du groupe des Rhipidistiens.
- Nageoires pectorales et pelviennes dont la structure du squelette interne évoquent celles des membres chiridiens des tétrapodes, mais ces membres sont horizontaux et aplatis, avec les articulations entre les trois segments assez peu mobiles, ce qui les rend incapables de supporter une sortie des eaux[2].

## Classification
L'analyse phylogénétique conduite sur les Osteolepiformes par B. Swartz en 2012, a livré le cladogramme suivant :
|  | † Osteolepidae                                                                               |
|  |                                                                                              |
|  | \| \| † Medoevia lata Lebedev 1995 \| \| \| \| \| \| † Megalichthyidae Long 1985 \| \| \| \| |
|  |                                                                                              |
|  | † Medoevia lata Lebedev 1995                                                                 |
|  |                                                                                              |
|  | † Megalichthyidae Long 1985                                                                  |
|  |                                                                                              |

|  | † Medoevia lata Lebedev 1995 |
|  |                              |
|  | † Megalichthyidae Long 1985  |
|  |                              |

|  | † Osteolepidae                                                                               |
|  |                                                                                              |
|  | \| \| † Medoevia lata Lebedev 1995 \| \| \| \| \| \| † Megalichthyidae Long 1985 \| \| \| \| |
|  |                                                                                              |
|  | † Medoevia lata Lebedev 1995                                                                 |
|  |                                                                                              |
|  | † Megalichthyidae Long 1985                                                                  |
|  |                                                                                              |

|  | † Medoevia lata Lebedev 1995 |
|  |                              |
|  | † Megalichthyidae Long 1985  |
|  |                              |

|  | † Osteolepidae                                                                               |
|  |                                                                                              |
|  | \| \| † Medoevia lata Lebedev 1995 \| \| \| \| \| \| † Megalichthyidae Long 1985 \| \| \| \| |
|  |                                                                                              |
|  | † Medoevia lata Lebedev 1995                                                                 |
|  |                                                                                              |
|  | † Megalichthyidae Long 1985                                                                  |
|  |                                                                                              |

|  | † Medoevia lata Lebedev 1995 |
|  |                              |
|  | † Megalichthyidae Long 1985  |
|  |                              |

|  | † Osteolepidae                                                                               |
|  |                                                                                              |
|  | \| \| † Medoevia lata Lebedev 1995 \| \| \| \| \| \| † Megalichthyidae Long 1985 \| \| \| \| |
|  |                                                                                              |
|  | † Medoevia lata Lebedev 1995                                                                 |
|  |                                                                                              |
|  | † Megalichthyidae Long 1985                                                                  |
|  |                                                                                              |

|  | † Medoevia lata Lebedev 1995 |
|  |                              |
|  | † Megalichthyidae Long 1985  |
|  |                              |

### Sources
- « Les Règnes de la matière vivante »